# Olympische Winterspiele 1972/Teilnehmer (Ungarn)
| Gelbes Symbol für Goldmedaillen mit stilisierten Olympischen Ringen | Graues Symbol für Silbermedaillen mit stilisierten Olympischen Ringen | Braundes Symbol für Bronzemedaillen mit stilisierten Olympischen Ringen |
| ------------------------------------------------------------------- | --------------------------------------------------------------------- | ----------------------------------------------------------------------- |
| —                                                                   | —                                                                     | —                                                                       |

Ungarn nahm an den Olympischen Winterspielen 1972 im japanischen Sapporo mit einer Eiskunstläuferin teil.
Seit 1924 war es die elfte Teilnahme Ungarns an Olympischen Winterspielen.

## Flaggenträgerin
Zsuzsa Almássy trug die Flagge Ungarns während der Eröffnungsfeier im Makomanai-Stadion.

## Teilnehmer nach Sportarten

### Eiskunstlauf
Damen
- Zsuzsa Almássy
5. Platz